# Nowawieś Książęca (gromada)
Nowawieś Książęca – dawna gromada, czyli najmniejsza jednostka podziału terytorialnego Polskiej Rzeczypospolitej Ludowej w latach 1954–1972.
Gromady, z gromadzkimi radami narodowymi (GRN) jako organami władzy najniższego stopnia na wsi, funkcjonowały od reformy reorganizującej administrację wiejską przeprowadzonej jesienią 1954 do momentu ich zniesienia z dniem 1 stycznia 1973, tym samym wypierając organizację gminną w latach 1954–1972.
Gromadę Nowawieś Książęca z siedzibą GRN w Nowejwsi Książęcej (w obecnej pisowni Nowa Wieś Książęca) utworzono – jako jedną z 8759 gromad na obszarze Polski – w powiecie kępińskim w woj. poznańskim, na mocy uchwały nr 23/54 WRN w Poznaniu z dnia 5 października 1954. W skład jednostki weszły obszary dotychczasowych gromad Mnichowice, Nosale i Nowawieś Książęca ze zniesionej gminy Bralin oraz obszar dotychczasowej gromady Droszki (obecnie Drożki) ze zniesionej gminy Rychtal w tymże powiecie. Dla gromady ustalono 18 członków gromadzkiej rady narodowej.
1 stycznia 1962 z gromady Nowawieś Książęca wyłączono miejscowości Droszki, Gierczyce, Lubica, Remiszówka i Ryniec, włączając je do gromady Rychtal w tymże powiecie, po czym gromadę Nowawieś Książęca zniesiono, a jej (pozostały) obszar włączono do gromady Bralin tamże.